# Giovanni Speranza

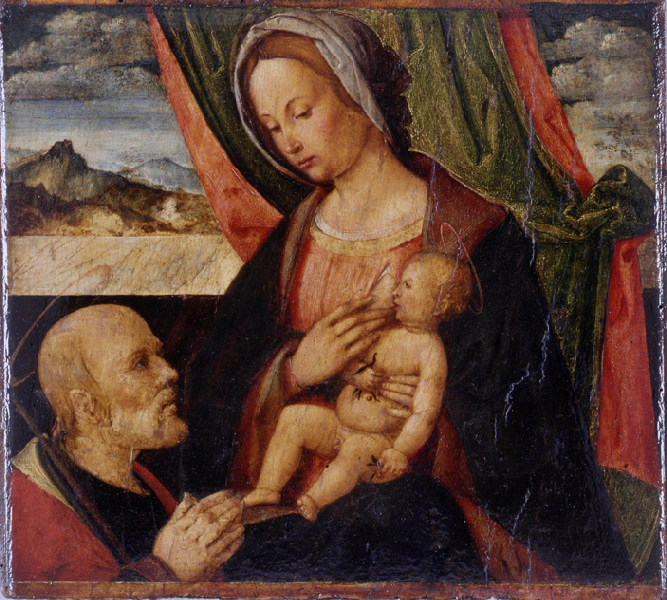
Santa Famiglia (Musée des Beaux-Arts, Strasburgo)

Giovanni Speranza (Vicenza, 1470 circa – dopo il 1540) è stato un pittore italiano.

## Biografia
Fu attivo a Vicenza, dove fu un allievo di Benedetto Montagna. I suoi esatti anni di nascita e di morte non sono confermati ma vi sono alcune fonti secondo le quali nacque nel 1480 e morì nel 1536 o 1546.
Venne citato brevemente da Giorgio Vasari, nella sua voce su Jacopo Sansovino. Successivamente sostenne che sia Montagna che Speranza erano stati allievi di Andrea Mantegna. Non è chiaro se fosse parente del pittore barocco Giovanni Battista Speranza.